# Ауденбос
Ауденбос (нидерл. Oudenbosch) — город на западе нидерландской провинции Северный Брабант.
Площадь — 22,43 км². Известен прежде всего благодаря обширной базилике Св. Агаты и Варвары, построенной между 1865 и 1892 годами. Дизайн был вдохновлен двумя церквями в Риме. Купол базилики является уменьшенной копией купола собора Святого Петра, главный фасад — копией главного фасада Латеранской базилики.

## Население
На начало 2021 года в городе проживало 12 780 жителей.

## История
Впервые упоминается в 1275 году как «silvam que vocatur Barlebosche», что означает «старый лес».

## Известные уроженцы
- Гиннекен, Якобус Йоаннес Антониус ван (1877—1945) — нидерландский учёный-лингвист.

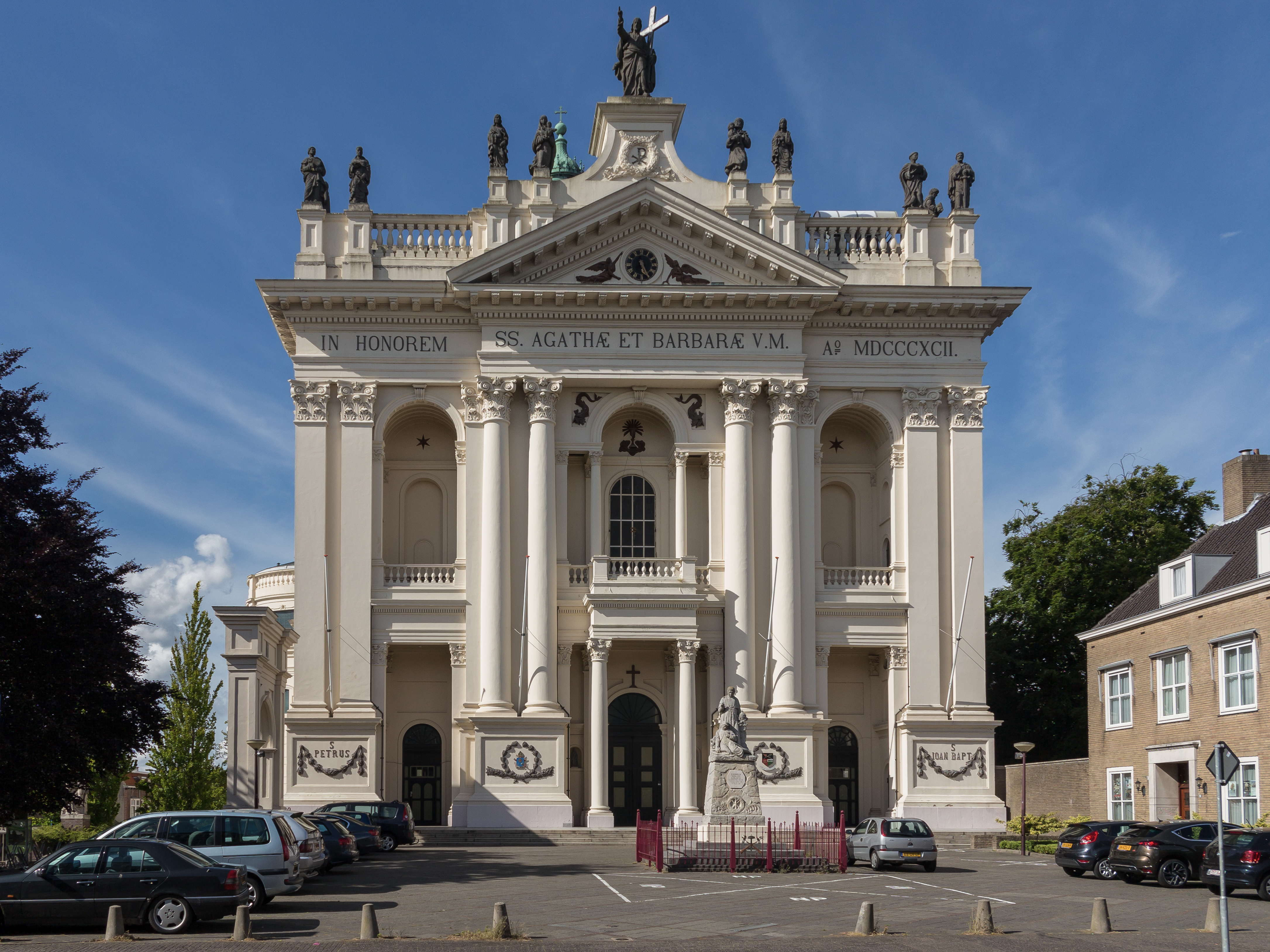
Базилика Святых Агаты и Варвары
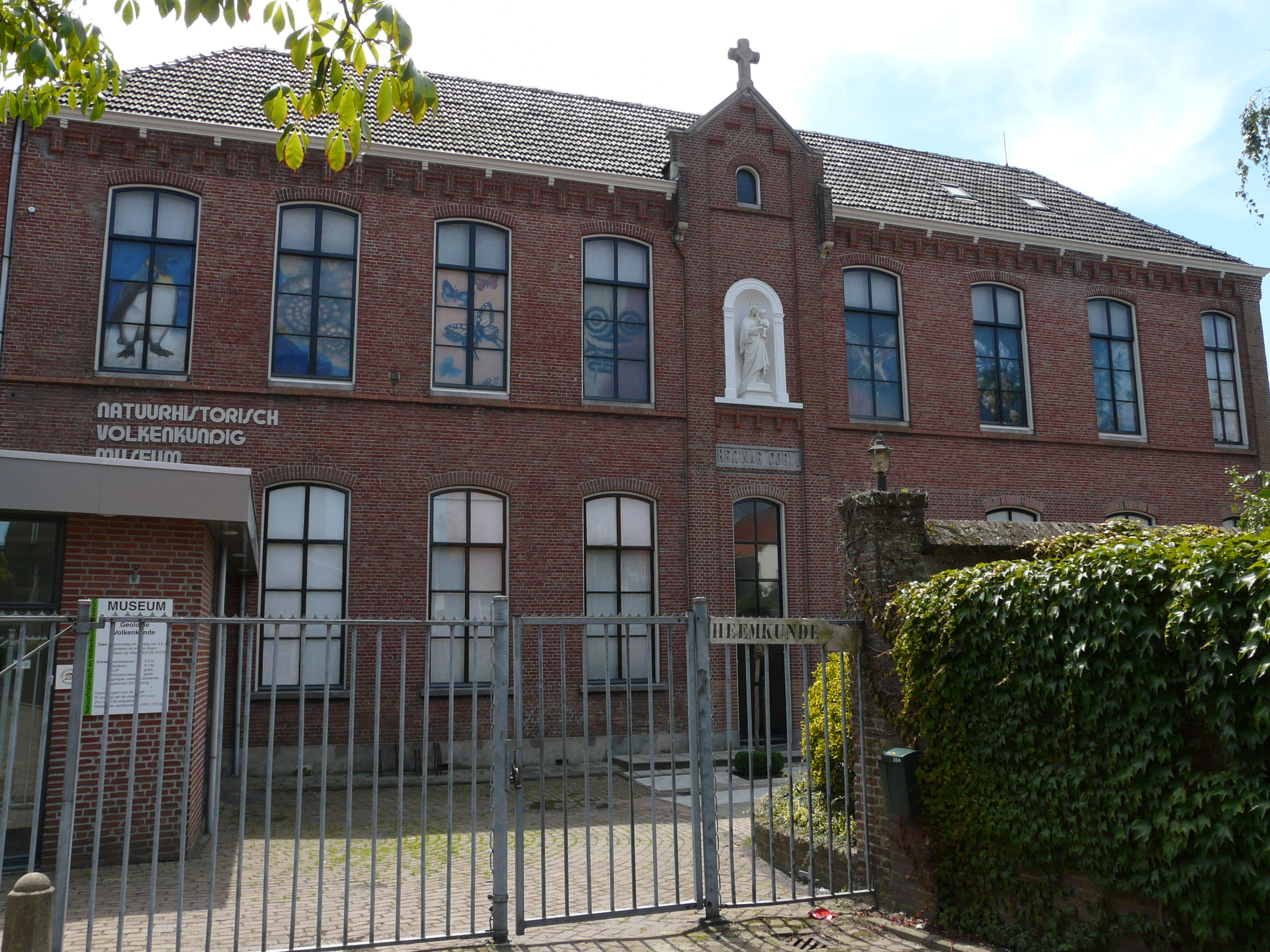
Естественно-исторический и антропологический музей
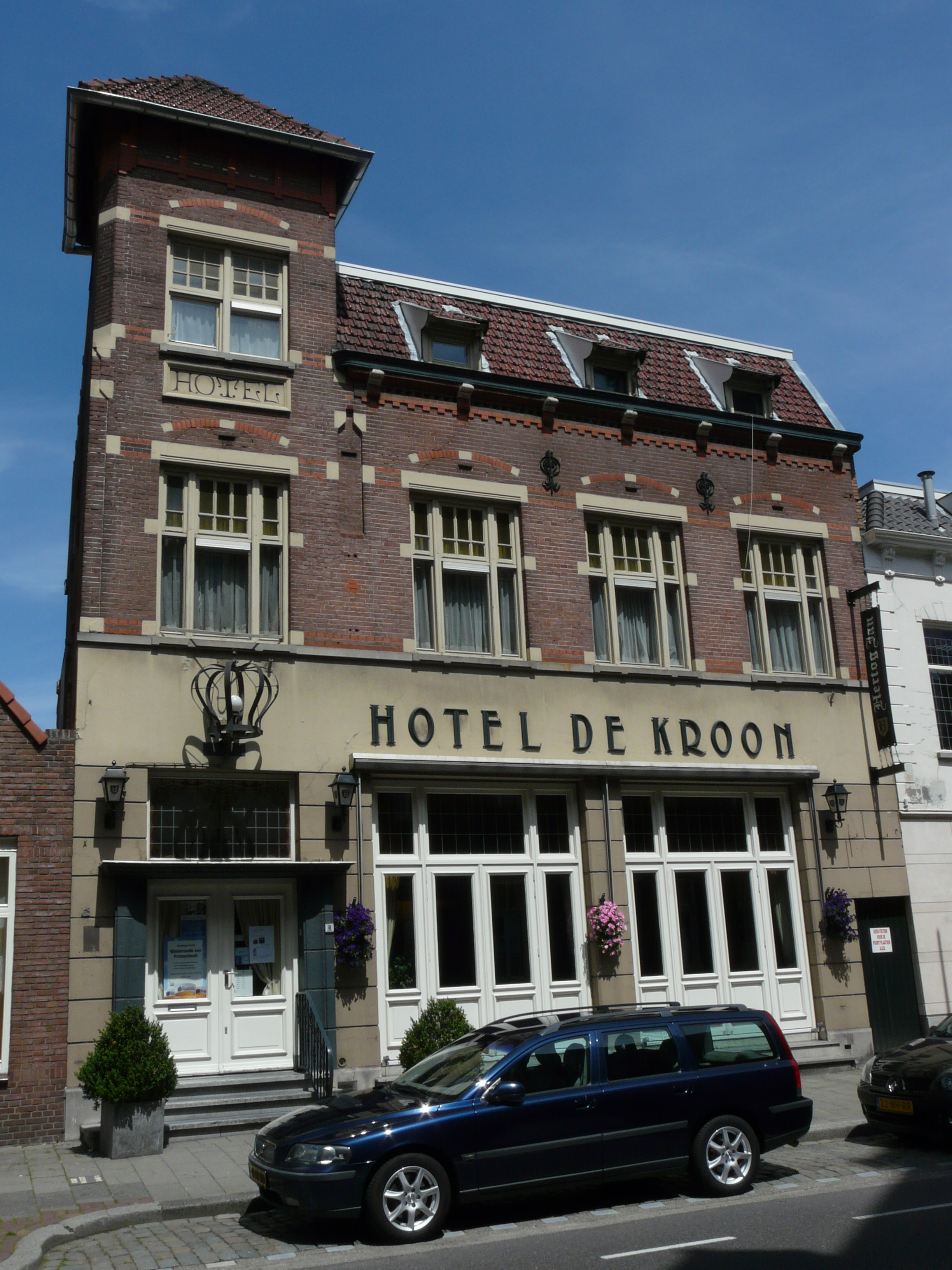
Отель
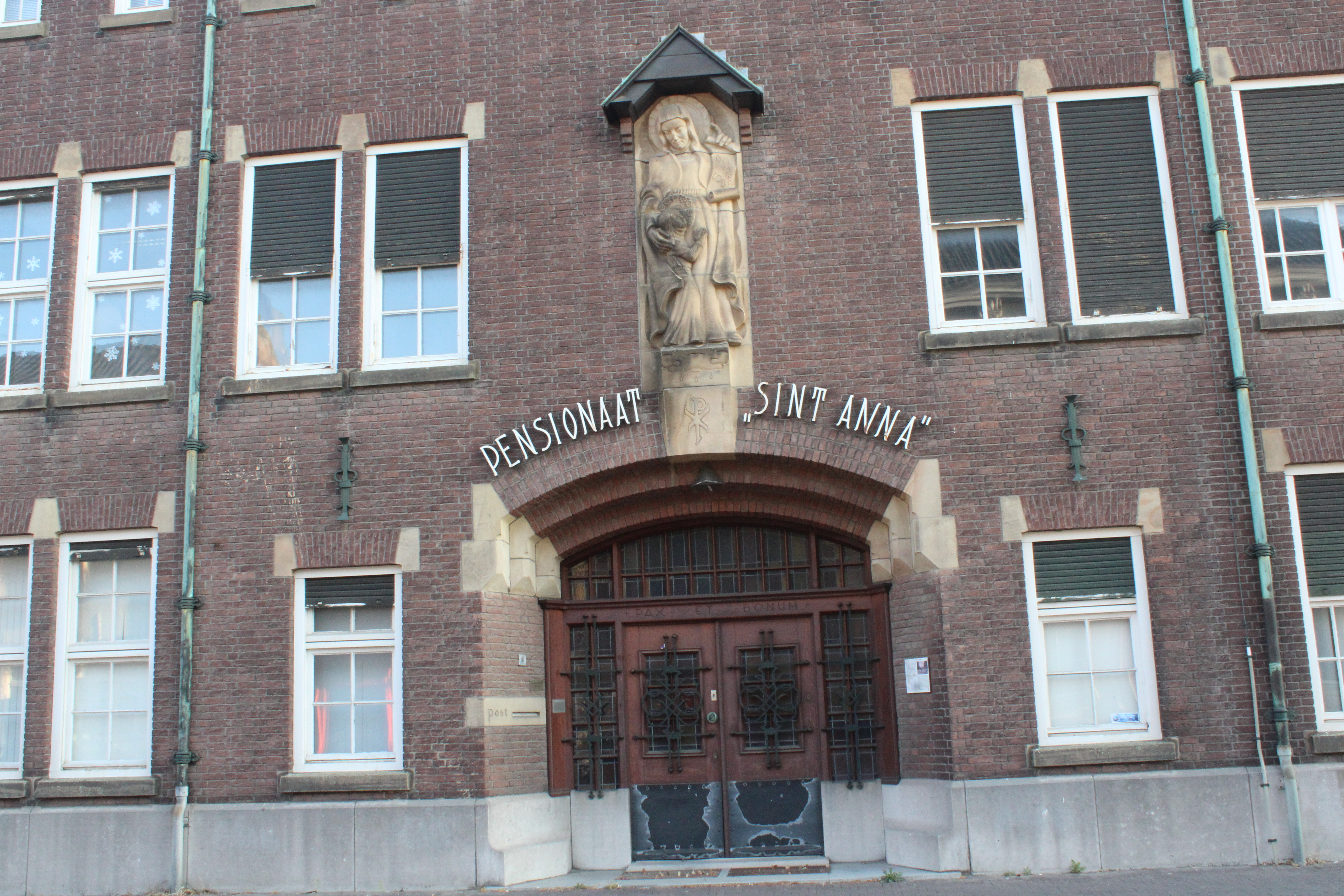
Пансионат Святой Анны